# میکائیل یلمه
میکائیل یولمه ملی پوش سابق تیم والیبال جوانان ایران و باشگاه پیکان است.
وی در نخستین سالهای پایان بازی در رده سنی جوانان پس از آنکه همراه با تیم امید گلستان از مسابقات قهرمانی امید کشور که در شهرستان رشت برگزار می‌شد راهی زادگاهش بود در یک حادثه دلخراش رانندگی در میان شعله‌های آتش درگذشت.

## درگذشت
او با خودروی شخصی‌اش از مسابقات قهرمانی امیدهای کشور که در شهر رشت برگزار می‌شد، به خانه بازمی‌گشت که دچار سانحه رانندگی شد و بلافاصله پس از تصادف جان سپرد.

## افتخارات
وی به همراه تیم پیکان  به قهرمانی لیگ والیبال کشور در سال ۱۳۸۱ رسید.